# Saigona taiwanella
Saigona taiwanella är en insektsart som beskrevs av Matsumura 1940. Saigona taiwanella ingår i släktet Saigona och familjen Dictyopharidae. Inga underarter finns listade i Catalogue of Life.